# よむ
よむ（10月3日 - ）は、日本のイラストレーター、漫画家。

## 人物
主にタイツを履いた女性のフェティシズムをテーマにしたイラストを発表している。
2015年10月に成人向け雑誌『COMIC高』Vol.6（茜新社）の「金木犀の思ひ出」で商業誌デビュー。同人誌として発表した『よむタイツ』がSNSを中心に話題となり、2019年に『みるタイツ』としてWebアニメ化された。
2020年9月に初の商業画集『Paint it, Black』を刊行した。
Twitter上で不定期に漫画『がんばれ同期ちゃん』を連載している。

## 作品リスト

### イラスト集
- 『よむタイツ palette』 （2019年10月25日発売[5]、ワニブックス、ISBN 978-4-8470-9846-8）、モデルのあまつ様がよむのイラストを再現した写真集
- 『Paint it, Black - よむ画集』 （2020年9月28日発売[6]、ジーオーティー〈GRAPHICTION BOOKS〉、ISBN 978-4-8236-0078-4）

### 監修
- 『くろタイツ』 （2018年8月31日発売[7]、ジーオーティー〈GRAPHICTION BOOKS〉、ISBN 978-4-8148-0113-8）、イラストも提供
- 『くろタイツDEEP』 （2019年4月30日発売[8]、ジーオーティー〈GRAPHICTION BOOKS〉、ISBN 978-4-8148-0177-0）、イラストも提供
- 『くろタイツWIDE』 （2020年4月6日発売[9]、ジーオーティー〈GRAPHICTION BOOKS〉、ISBN 978-4-8236-0043-2）、イラストも提供
- 『くろバニー』 （2020年12月28日発売[10]、ジーオーティー〈GRAPHICTION BOOKS〉、ISBN 978-4-8236-0131-6）、イラストも提供
- 『くろタイツEXTRA』 （2021年5月31日発売[11]、ジーオーティー〈GRAPHICTION BOOKS〉、ISBN 978-4-82360-182-8）、イラストも提供

### イラスト担当
- 『憧れの女教師とイチャエロできちゃうアンソロジーコミック』 （2020年6月27日発売[12]、一迅社〈REXコミックス〉、ISBN 978-4-7580-6875-8）、カバーイラスト
- 『しまパン』 （2020年11月30日発売[13]、ジーオーティー〈GRAPHICTION BOOKS〉、ISBN 978-4-82360-107-1）
- 『厳しい女上司が高校生に戻ったら俺にデレデレする理由〜両片思いのやり直し高校生生活〜』 （2020年 - 、SBクリエイティブ〈GA文庫〉、著：徳山銀次郎）

### 漫画
単行本
- 『がんばれ同期ちゃん』 （ジーオーティー〈MeDu COMICS〉、A5判、既刊3巻）
- 『おおきい！がんばれ同期ちゃん』 （ジーオーティー〈GRAPHICTION BOOKS〉、B5判、既刊3巻）

単行本未収録
- 金木犀の思ひ出 （COMIC高 Vol.6、2015年10月）[3]
- 思春期テンプレチュア （COMIC高 2017年1月号）[14]
- ピンナップ漫画 （COMIC高 2017年9月号）[15]
- 今さらですが、幼なじみを好きになってしまいました [16]

### アニメ
- 『みるタイツ』 （2019年） 原作・ストーリー原案
- 『がんばれ同期ちゃん』 （2021年） 原作

### その他
- 『ラブタイツ』 （2020年、アツギ） 企画[17][18][19]
- 『ご注文はうさぎですか? BLOOM』 （2020年、第8話エンドイラスト）
- 『先輩がうざい後輩の話』 （2021年、第1話エンドイラスト）
- 『月曜日のたわわ2』 （2021年、第9話エンドイラスト）
- 『がんばれ同期ちゃん』 （2021年、第12話エンドイラスト）
- 『プリマドール』 （2022年、第9話エンドイラスト）